# Sluiterina kaikourae
Sluiterina kaikourae ist ein Vertreter der Igelwürmer (Echiura) aus der Familie Bonelliidae. Er wurde 1985 erstbeschrieben, und es ist über diesen Igelwurm noch recht wenig bekannt.

## Morphologische Merkmale
Sluiterina kaikourae hat einen zylinder- bis zigarettenförmigen Körper. An den bisherigen Exemplaren wurden Längen von 6 bis 8,5 Zentimetern und maximale Durchmesser von 1,1 bis 1,5 Zentimetern festgestellt, ein extrem kleines Exemplar war 1,1 Zentimeter lang und hatte einen Durchmesser von 2,5 Millimetern. Der hintere Körperteil ist abgerundet oder leicht zugespitzt. Die Mitte des Körpers von Sluiterina kaikourae ist sehr glatt, doch der Rest der Haut ist faltig. Bei keinem Exemplar wurden ventrale Borsten festgestellt. Zu seinen beiden Enden hin ist der Körper dieses Igelwurmes verdickt. Die Farbe von in Alkohol konservierten Exemplaren ist ein dunkles rotbraun.
Das Prostomium ist kurz, prall, fleischig, klebrig und leicht schaufelähnlich. Es wurde bei den gefundenen Exemplaren sieben Millimeter bis 1,4 Zentimeter lang und war an der Basis maximal acht Millimeter breit. Die lateralen Kanten sind leicht konkav, an der Basis des Prostomiums verschmilzt es mit dem restlichen Körper und bildet die Form einer flachen Tasse.
Der relativ lange Verdauungstrakt von Sluiterina kaikourae wird von zahlreichen Mesenterien gestützt. Das Darmrohr ist sehr lang. An den Mitteldarm ist auf dem Großteil seiner Länge ein Siphon angehaftet, der Kot wird nach dem Passieren des Verdauungstraktes pelettförmig abgegeben.
Weibliche Sluiterina kaikourae (die wohl einzigen bisher untersuchten Tiere) haben ein einzelnes Gonodukt und ein einzelnes Nephridium, welche bei einem Exemplar die halbe Körperlänge erreichten, doch bei anderen Exemplaren deutlich kürzer blieben. Die beiden Organe sind nicht geteilt.

## Fundorte
Der Holotypus wurde vor Kaikoura am Ort mit den Koordinaten 44°44.1 S 173°57.95 O in einer Tiefe von 2152 bis 2155 Metern gefunden. Dort war das Tier in einem Spalt; am selben Ort wurden zwei weitere Exemplare gefunden. Zwei andere Exemplare wurden auf dem gleichen Meridian, jedoch auf 40°40 südlicher Breite gefunden, und dort in 1920–1928 Metern ebenfalls in einem Spalt gefunden. An ersterem Ort wurden die Tiere am 17. Dezember 1982, an zweiterem am 16. Dezember 1982 gefunden. Der in Alkohol konservierte Holotypus wird im South Australian Museum im australischen Adelaide aufbewahrt.

## Lebensweise
Über die Lebensweise ist praktisch nichts bekannt. Sluiterina kaikourae ist wie alle Igelwürmer hemisessil, weitere Informationen über die allgemeine Lebensweise der Igelwürmer finden sich im Artikel Igelwürmer.

## Systematik
Untersuchungen am Nephridium und einem weiteren Organ zeigten, dass Sluiterina kaikourae der Familie Bonnelidae und nicht der Echiuridae zuzuordnen sind. Der groben Form des Prostomiums nach zu urteilen ist für Sluiterina kaikourae eine Einteilung in folgende Gattungen möglich:
- Prometor – eine Differenz zu Sluiterina kaikourae sind etwa zwei Nephridien statt eines einzelnen und ventrale Borsten.
- Charcotus – weist bloß ein zurückgebildetes Nephridium auf.
- Choanostemellia – die dorsale und ventrale Seite des Prostomiums sind leicht eingeschlitzt.
- Sluiterina

Letztendlich wurde die Art in die Gattung Sluiterina gestellt.